# Гибаниця
Гибаниця або гібаніца  (серб. гібаніца/gibanica) - традиційна сербська випічка, популярна в усьому балканському регіоні. В якості начинки зазвичай використовуються яйця і білий сир. Залежно від рецепту, страва може виходити солодкою або солоною і варіюватися за своєю структурою від простої до складної, в тому числі може бути багатошаровим пирогом.

Назва страви походить від сербського дієслова «гібаті», що означає «рухати»; вперше воно було згадано в «Сербському словнику» («Српски рјечнік») Вуки Караджича в 1818 році. 
Гибаниця традиційно подається на сніданок разом з кефіром або йогуртом. За межами Балкан гибаницю можна зустріти в ресторанах всього світу, де подаються страви сербської кухні; вона вважається одним з найпопулярніших і відомих балканських кулінарних виробів і подається як на урочистих заходах, так і на скромних сімейних трапезах.

### Назва
У словнику Югославської академії, а також в етимологічному словнику слов'янських мов слово «гібаніца» визначається як похідне від сербського дієслова «гібаті», що означає як «рухати» так і «згинати», «розгойдувати», «ворушити». У сербсько-хорватській мові є також похідне слово «гібанічар», що позначає того, хто готує гибаницю або любить її їсти, а також іноді того, хто нав'язується іншим людям і любить поїсти за чужий рахунок.

## Історія
Слово «гібаніца» вперше згадується в балканських джерелах XVII століття в якості імені, прізвища або прізвиська. Сербське слово «гібаніца» було включено в «Сербський словник», виданий в 1818 році сербським лінгвістом Вукою Стефановичем Караджичем. Караджич багато подорожував по Балканах і записував різні цікаві факти, пов'язані з сербськими традиціями і звичаями. У словнику він визначав гибаницю як «пиріг з м'яким сиром між шарами тіста, приготованого за допомогою каймака, молока і яєць».
Під час Другої світової війни партизани-четники, ховаючись від німецько-нацистських військ в лісах Югославії, харчувалися так званою «четніцькою гібаніцею», що готувалась з інгредієнтів, одержуваних від селян. Під час зустрічі командувача партизанів-комуністів Йосипа Броз Тіто і лідера четників Драголюба Михайловича в Равна-Горі в 1941 році, спеціально для них подавалися гибаниця і картопля в саче (різновид сковороди).
У 2007 році гибаниця офіційно стала експортним брендом Сербії. На ярмарку брендів в Белграді харчова компанія «Олександрія» представила заморожену гибаницю, призначену для поставок на міжнародний ринок.

## Приготування
Рецепт гибаниці передбачає її приготування з традиційного домашнього листкового тіста Філло і домашнього сиру з коров'ячого молока. Може використовуватися як сир фета, так і сирене (сербський білий сир). Гибаниця часто робиться у формі так званої «гужвари» ( «зморщеного пирога»), щоб тісто мало в середині складки для заповнення їх начинкою. Крім сиру, для приготування використовуються яйця, молоко, каймак, сало, сіль і вода. Начинка також може включати шпинат, м'ясо, кропиву, картоплю і цибулю. Для прискорення приготування іноді використовують покупне магазинне тісто, а замість свинячого сала - соняшникову або оливкову олію.
Гибаниця випікається круглої форми і з хрусткою золотисто-коричневої скоринкою. Всередині вона має кілька шарів з невеликими шматочками сиру між кожною їх парою. Зазвичай гибаниця подається як гарячий сніданок разом з йогуртом.

## Регіональні варіації

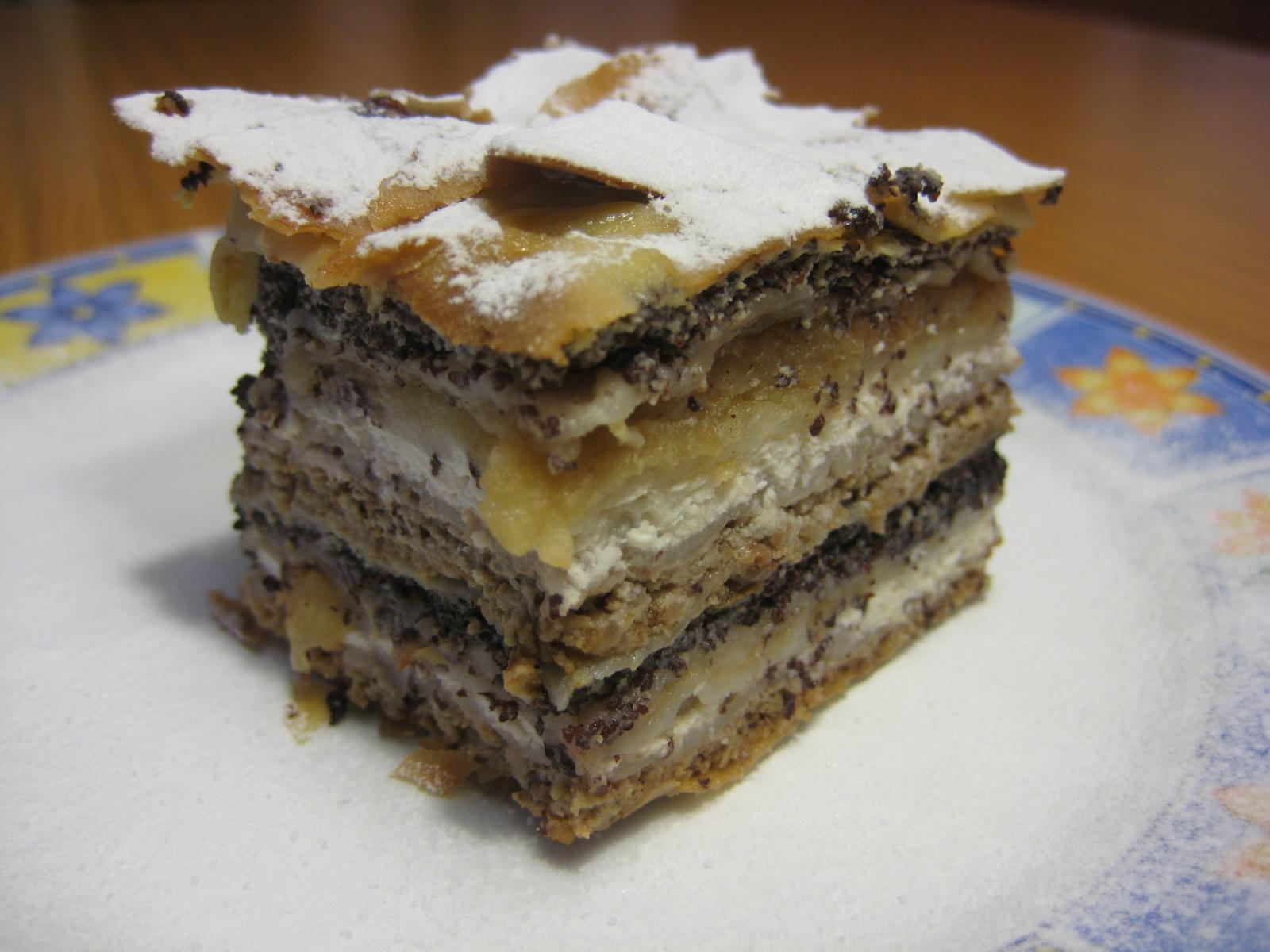
Прекмурска гибаниця - словенський варіант страви

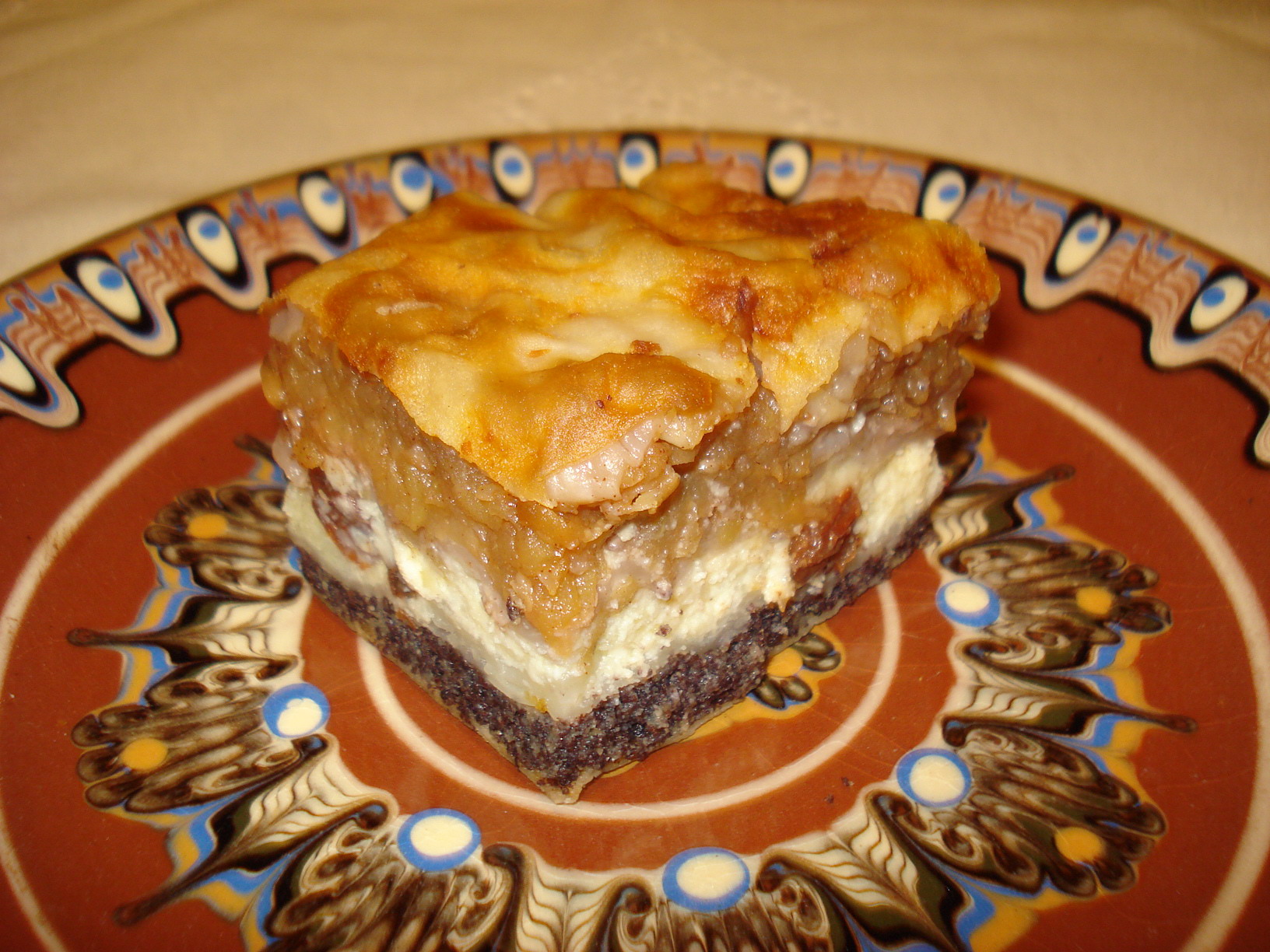
Медімурська гибаниця - хорватський варіант страви

На Балканах поширені численні різновиди гибаниці та подібних їй страв: гибаниця є стравою національних кухонь Боснії і Герцеговини, Хорватії, Республіки Македонії, Сербії, Словенії, а також італійського регіону Фріулі - Венеція-Джулія, де відома під назвою «гібаніцца»(італійською - ghibanizza). У Греції і Болгарії цю страву найчастіше називають баніца.
На основі оригінального рецепту виникло безліч регіональних варіантів. Наприклад, в Словенії, в області Прекмур'є, готується багатошарова, солодка прекмурська гибаниця, зазвичай подається як десерт на святкових заходах. 
У сусідньому хорватському регіоні Меджимурі готується меджимурська гибаниця, схожа на сербський варіант, але є більш простою і «неформальною» стравою, що має чотири шари начинки: сир, насіння маку, яблука та волоські горіхи. 
Ще один варіант гибаниці, прлекська гибаниця, поширений в області Прлекія, що знаходиться на захід від річки Мура.
Основна ідея гибаниці - торт або пиріг з багатошарового тіста з сирною начинкою, в поєднанні з іншими варіантами начинок часто зустрічається в кухнях Балкан, Анатолії та Східного Середземномор'я. Наприклад, подібна страва, відома як Шабіят (Ш'абіят, Шаабіят), є частиною кухні Сирії та Лівану. Гибаницю також можна вважати схожою на тип сирного штруделя, з яким вона, ймовірно, поділяє спільне походження з кондитерських страв регіону та кухонь Візантійської та Османської імперій.

## Цікаві факти
Старе сербське прислів'я
Гибаниця є одним з найбільш популярних і відомих балканських страв. У Сербії страва часто вживається під час традиційних свят, таких як Різдво, Великдень і Слава (день сімейного святого). За даними сербських ЗМІ, найбільша гибаниця з коли-небудь приготованих була випечена в містечку Міорица в 2007 році; вона важила більше тонни і була занесена в Книгу Рекордів Гіннесса. Для приготування цієї гібаніци було використано 330 кг листкового тіста, 330 кг сиру, 30 л рослинної олії, 110 л мінеральної води, 50 кг свинячого сала і 500 пакетиків з розпушувачем. 
У Сербії та сусідніх країнах проводяться свята, присвячені цьому пирогу. Один з них, відомий як фестиваль гибаниці або «Дні Баніци», проводиться починаючи з 2005 року щорічно в місті Бела-Паланка.